# روكا سانتا ماريا
روكا سانتا ماريا (بالإيطالية: Rocca Santa Maria)‏ هي بلدية في مقاطعة تيرامو في إقليم أبروتسو الإيطالي.

## السكان
في سنة 1861 بلغ عدد السكان 1٬133 نسمة، وتطور العدد ليصل في سنة 2011 لـ 569 نسمة.
يظهر هذا المخطط البياني تطور النمو السكاني لـ روكا سانتا ماريا